# Uvarus miser
Uvarus miser är en skalbaggsart som beskrevs av Bilardo och Pederzani 1979. Uvarus miser ingår i släktet Uvarus och familjen dykare. Inga underarter finns listade i Catalogue of Life.